# Stéphane Sanseverino
Stéphane Sanseverino, in arte Sanseverino (Parigi, 9 ottobre 1961), è un cantautore e chitarrista francese. Ha origini italiane, napoletane in particolare. 

## Biografia
Di origini napoletane, da bambino ha viaggiato per il mondo con suo padre. In Europa orientale, ha scoperto la musica zigana e il jazz manouche, prima di diventare un devoto ammiratore di Django Reinhardt. Ha imparato a suonare la chitarra da autodidatta.
Con testi irriverenti e ricchi di umorismo, fonde l'arte dello chansonnier francese con il jazz manouche.

## Discografia
- 2001: Le tango des gens
- 2004: Les Sénégalaises
- 2005: Live au théâtre Sébastopol
- 2006: Exactement
- 2008: Sanseverino aux Bouffes du Nord

## Filmografia
- 2006: Avida (di Benoît Delépine e Gustave Kervern)

## Riconoscimenti
- 2003: « Victoires de la Musique » (« Vittorie della Musica »)

## Onorificenze
- 2008: « Chevalier des Arts et Lettres »